# Дуэль до смерти
«Дуэль до смерти» (кит. 生死决, англ. Duel to the Death) — гонконгский фильм с боевыми искусствами режиссёра Тони Чхина, вышедший в 1983 году.

## Сюжет
Во времена династии Мин каждые десять лет величайший меченосец из Японии сражается на дуэли с сильнейшим соперником из Китая, отстаивая честь своей нации.
Чхинвань, известный как Король Мечей — молодой меченосец, который тренируется с шаолиньскими монахами. Хасимото — благородный самурай, который по ошибке убивает своего сэнсэя, что оказывается последним уроком перед уходом на дуэль. Между тем, отряд ниндзя под руководством японского чиновника вступает в сговор с китайскими организаторами дуэли, чтобы похитить известных китайских бойцов и сорвать поединок для Хасимото. Благородный самурай, тем не менее, не согласен с таким развитием событий. Оба бойца сражаются с заговорщиками и освобождают пленников. Впоследствии Чхинвань не видит смысла устраивать дуэль, но Хасимото убивает шаолиньского монаха, чтобы заставить Чхинваня сражаться. Двое участвуют в бою на мечах на скалистом побережье. Оба фехтовальщика получают смертельные ранения.

## В ролях
| Актёр        | Роль                                      |
| ------------ | ----------------------------------------- |
| Норман Чхёй  | Хасимото                                  |
| Дамиан Лау   | Поу Чхинвань                              |
| Флора Чён    | Син Лам                                   |
| Пол Чён      | мастер Хань                               |
| Эдди Коу     | Кенджи                                    |
| Ён Чаклам    | главный шаолиньский монах                 |
| Квон Ён Мун  | настоятель Шаолиня                        |
| Казанова Вон | меченосец, сражающийся с летающими ниндзя |

## Съёмочная группа
- Компания: Golden Harvest
- Продюсер: Рэймонд Чоу
- Режиссёр: Тони Чхин
- Сценарист: Манфред Вон[кит.], Дэвид Лай[кит.], Тони Чхин
- Ассистент режиссёра: Лау Чихоу, Вань Фат
- Постановка боевых сцен: Тони Чхин, Лау Чихоу
- Художник: Мак Во, Тай Чанькак
- Монтаж: Питер Чён
- Оператор: Ли Ютан
- Дизайнер по костюмам: Чю Синхэй, Хун Кхюньхой
- Грим: Чань Куокхун
- Композитор: Майкл Лай[кит.]